# Сальвадоровые
Сальвадоровые (лат. Salvadoraceae) — семейство двудольных растений, входящее в порядок Капустоцветные (Brassicales).

## Ботаническое описание
Небольшие деревья или кустарники, иногда лазающие. Листья супротивные, простые, цельные, обычно толстокожистые или почти суккулентные.
Цветки мелкие, обоеполые или однополые, актиноморфные, собраны в пазушные или конечные, кистевидные, метельчатые или пучковидные соцветия. Тычинок 4. Завязь верхняя. Плод — односемянная ягода или костянка.

## Ареал

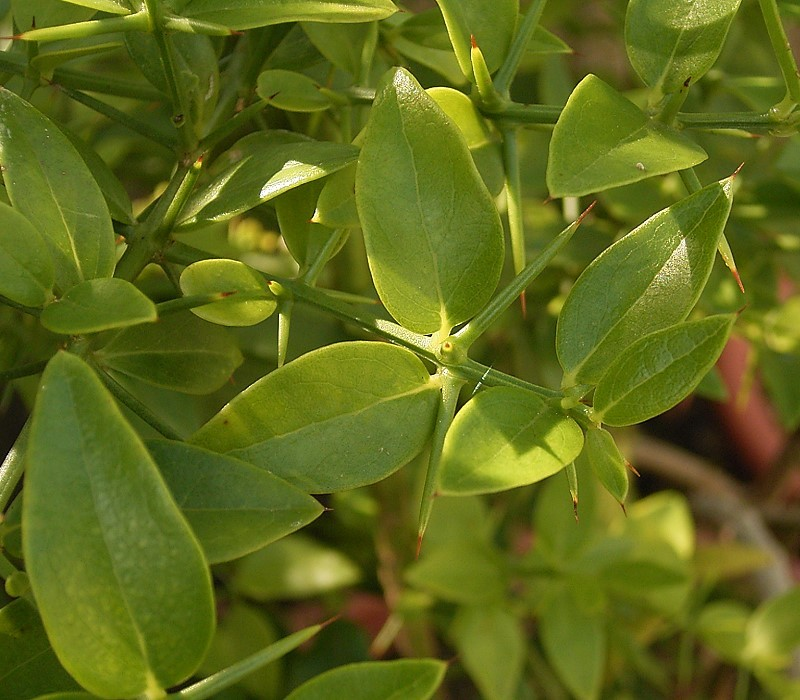
Азима четырёхколючковая (Azima tetracantha)

Сальвадоровые встречаются в Африке, в том числе на Мадагаскаре, а также в Юго-Восточной Азии. Кроме того, представители этого семейства были найдены на острове Ява. Предполагается, что они также распространены на большей части территории Малезии.

## Таксономия
Семейство Сальвадоровые включает 3 рода:
- Azima Lam. — Азима
- Dobera Juss. — Добера
- Salvadora L. — Сальвадораtypus